# 男人之苦
《男人之苦》，香港無綫電視翡翠台時裝勵志劇集，於2006年6月13日至7月9日期間首播，共21集，由劉松仁、吳卓羲、蘇玉華及梁靖琪領銜主演，監製潘嘉德。

## 演員表

### 康家
| 演員   | 角色   | 關係/暱稱 |
| 劉松仁 | 康天任 | 任哥 項目經理→項目總監 康世熙之父 黃啟昌之女婿，受其信任 黃德蕎之夫，與其誕下一子 黃德蘭之妹夫，遭其討厭，後和好 黃德蕙之二姐夫 李振驰之连襟 高芬之家翁，曾不和，後和好 高威之親家，曾不和，後和好 李沛然、李佩欣之姨丈 康梓燁之祖父 歐陽莉莉之紅粉知己，後反目 |
| 蘇玉華 | 黃德蕎 | Miss、Miss Wong、蕎姨(李沛然、李佩欣專稱)、阿蕎 康天任之第二任妻子 康世熙之前班主任兼繼母 黃啟昌之次女 黃德蘭之妹 李振驰之姨仔 黃德蕙之二姊 李沛然、李佩欣之二姨 高威之亲家 高芬之继家婆 康梓烨之继祖母                                                         |
| 吳卓羲 | 康世熙 | 康熙、阿熙 康天任之子 黃德蕎之繼子 黃啟昌之繼外孫 黃德蘭、黃德蕙之繼姨甥 高威之女婿 高芬之夫，與其奉子成婚 康梓燁之父 李沛然、李佩欣之继表哥 |
| 梁靖琪 | 高 芬  | Fanny、芬芬、阿芬 大學生 康世熙之妻，與其奉子成婚 康天任之儿媳 黃德蕎之继儿媳 康梓燁之母 高威之女 石克龍之外甥女 李沛然、李佩欣之继表嫂 |
|        | 康梓燁 | 康世熙、高芬之子 康天任之孫 黃德蕎之继孙 高威之外孙 石克龙之外甥孙 |
|        |        | 康天任、黃德蕎之子 康世熙之弟 黃德蘭、李振驰、黃德蕙、江子聪之姨甥 黃啟昌之外孙 李沛然、李佩欣之表弟 康梓燁之叔 （在大結局出現） |

### 黃家 / 李家
| 演員   | 角色   | 關係/暱稱 |
| 胡 楓  | 黃啟昌 | 黃德蘭、黃德蕎、黃德蕙之父 李振馳、康天任之岳父 李沛然、李佩欣之外公 康世熙之繼外公                                                       |
| 陳秀珠 | 黃德蘭 | Auntie Lan（康世熙专用）、阿蘭 皮肤科医生 黃啟昌之長女 黃德蕎、黃德蕙之大姊 李振馳之妻 康世熙之繼姨媽 李沛然、李佩欣之母 Richard之前女友  |
| 李成昌 | 李振馳 | 馳哥 地盘科文 黃德蘭之夫 黃啟昌之女婿 黃德蕎、黃德蕙之大姐夫 康世熙之繼姨丈 李沛然、李佩欣之父 康天任之连襟                               |
| 蘇玉華 | 黃德蕎 | 黃啟昌之次女 黃德蘭之妹 黃德蕙之二姊 李振馳之二姨仔 參見康家                                                                              |
| 郭少芸 | 黃德蕙 | Tracy、Auntie Wai（康世熙专用）、阿蕙 黃啟昌之幼女 黃德蘭、黃德蕎之妹 李振馳、康天任三姨仔 李沛然、李佩欣之三姨 江子聰之女友 ，與其有一子 |
| 蔡曜力 | 李沛然 | 然仔 黃德蘭、李振馳之子 黃啟昌之外孫 黃德蕎、康天任、黃德蕙之姨甥 李佩欣之兄 康世熙之继表弟                                               |
| 李珈俞 | 李佩欣 | 阿欣 黃德蘭、李振馳之女 黃啟昌之外孫 黃德蕎、康天任、黃德蕙之姨甥女 李沛然之妹 康世熙之继表妹                                             |

### 其他演員
| 演員   | 角色                      | 關係/暱稱                                                               |
| 羅樂林 | 高 威                     | 豬肉攤老闆 石克龍之姐夫 康天任之親家 康世熙之岳父 康梓燁之外公 高芬之父 |
| 鄭健樂 | 石克龍                    | Rocky、石黑龍 豬肉攤員工 高威之舅仔 高芬之舅父                          |
| 鄧梓峰 | 楊展翔                    | 楊Sir 楊慧敏之夫 黃德蕎之同事 黃德蕙之「有愛無性」的紅顏知己            |
| 康 華  | 歐陽莉莉                  | Lily 康天任之紅粉知己                                                   |
| 李思捷 | 江子聰                    | Rex 康天任之上司 黃德蕙之男友，與其有一子                               |
| 白 茵  | 江蘇麗雲                  | 江太 江子聰之母                                                         |
| 羅浩楷 | 余智仁                    | Calvin                                                                  |
| 張松枝 | 楊 華                     | Ben                                                                     |
| 劉深宜 | 何書文                    |                                                                         |
| 彭冠中 | 林健偉                    | Michael                                                                 |
| 陸駿光 | 岑兆年                    | Paul                                                                    |
| 王基信 | 梁偉雄                    | Alan                                                                    |
| 湯俊明 | 許文安                    |                                                                         |
| 劉天龍 | 羅寶權                    |                                                                         |
| 趙敏通 | 葉浩東                    | Tim                                                                     |
| 趙樂賢 | 鍾有志                    |                                                                         |
| 邵卓堯 | 張文堅                    |                                                                         |
| 曾健明 | 陳家明                    |                                                                         |
| 賀文傑 | 麥志成                    |                                                                         |
| 葉 暐  | 關仲賢                    |                                                                         |
| 胡麒豐 | 譚海全                    |                                                                         |
| 潘冠霖 | 程小玲                    | Kaite                                                                   |
| 岑寶兒 | Mimi                      |                                                                         |
| 陳榮峻 | 銀行家                    |                                                                         |
| 曾梓明 | 新工程師/攝影師           |                                                                         |
| 河國榮 | 遊 客                     |                                                                         |
| 羅貫峰 | 伍文燦                    |                                                                         |
| 彭冠期 | 查小冬                    |                                                                         |
| 華忠男 | 供應商                    |                                                                         |
| 裘卓能 | 供應商                    |                                                                         |
| 雷 恩  | 聰秘書/秘 書              |                                                                         |
| 林影虹 | 教 師/老 師/護 士         |                                                                         |
| 張漢斌 | 教 師/老 師               |                                                                         |
| 張貝蒨 | 教 師/老 師               |                                                                         |
| 曹 眾  | 楊慧敏                    | 楊太、阿敏 楊展翔之妻                                                   |
| 蘇恩磁 | 俄羅斯少女                |                                                                         |
| 余慕蓮 | 蓮 姐                     |                                                                         |
| 周家怡 | 公關小姐                  |                                                                         |
| 朱婉儀 | 公關小姐                  | Fanny                                                                   |
| 張雪芹 | 公關小姐                  | Nancy                                                                   |
| 諾 思  | 公關小姐/店 員            | Betty                                                                   |
| 陳狄克 | Pizza Team老闆            |                                                                         |
| 何婷恩 | 護 士                     |                                                                         |
| 陳勉良 | 病 人                     |                                                                         |
| 廖麗麗 | 師 奶                     |                                                                         |
| 古明華 | Sam                       |                                                                         |
| 張智軒 | 趙善南                    |                                                                         |
| 楊鴻俊 | 楊志強                    |                                                                         |
| 詹秀君 | 馬希兒                    | 店 員                                                                   |
| 黃梓瑋 | 陸麗嫦                    | Yoyo                                                                    |
| 林佳蓉 | 廖嘉麗                    |                                                                         |
| 魯文傑 | 許偉樂                    | Joe                                                                     |
| 陳安瑩 | 心 姐                     |                                                                         |
| 陳積榮 | 芬同學                    |                                                                         |
| 謝兆鈞 | 芬同學                    |                                                                         |
| 黃卓慧 | 芬同學                    |                                                                         |
| 鄧永健 | 芬同學/速遞員/學 生/同 學 |                                                                         |
| 郭德信 | 勝天老臣子                |                                                                         |
| 招石文 | 勝天老臣子                |                                                                         |
| 梁珈詠 | 護 士                     |                                                                         |
| 丘梓謙 | 少年熙                    |                                                                         |
| 張達倫 | 搬運工人/熙工友           | 送貨工人                                                                |
| 翟兆麟 | 搬運工人/阿 豹            |                                                                         |
| 林敏儀 | 護 士/售貨員              |                                                                         |
| 何俊軒 | 攝影師                    |                                                                         |
| 劉卓姿 | 職 員                     |                                                                         |
| 張笑千 | 營地職員                  |                                                                         |
| 楊瑞麟 | 心理醫生/心理專家         |                                                                         |
| 羅泳嫻 | Wing                      |                                                                         |
| 冼灝英 | 冼師父                    |                                                                         |
| 李啟傑 | 計元德/律 師              |                                                                         |
| 魏惠文 | 李德廣/律 師              |                                                                         |
| 蔡康年 | Roger                     |                                                                         |
| 黃樂兒 | Emily                     |                                                                         |
| 林遠迎 | Alex                      |                                                                         |
| 甘子正 | Bruce                     |                                                                         |
| 林淑敏 | Chris                     |                                                                         |
| 劉桂芳 | 師 奶                     |                                                                         |
| 鍾志光 | 教 授                     | 見第9集                                                                 |
| 吳幸美 | 芬同學                    | 見第9集                                                                 |
| 傅劍虹 | 芬同學                    | 見第9集                                                                 |
| 莊爵歌 | 學 生/同 學               |                                                                         |
| 曾詠琳 | 學 生/同 學               |                                                                         |
| 孫慧雯 | 學 生/同 學               |                                                                         |
| 梁繪濠 | 學 生/同 學               |                                                                         |
| 謝珊珊 | 學 生/同 學               |                                                                         |
| 張國威 | 地盤工人                  |                                                                         |
| 陳建文 | 醫 生                     |                                                                         |
| 黃文標 | 判 頭                     |                                                                         |
| 游 飈  | 判 頭                     |                                                                         |
| 高俊文 | 法 官                     |                                                                         |
| 葉凱欣 | Jenny                     | 江子聰前女友                                                            |
| 關伊彤 | Peggy                     | 高芬之同學                                                              |
| 麥子樂 | 阿 豪/芬同學              |                                                                         |
| 戴耀明 | 阿 虎                     |                                                                         |
| 李海生 | 評 判                     |                                                                         |
| 鄭家生 | 評 判                     |                                                                         |
| 何偉業 | 圖書館管理員              |                                                                         |
| 鄺佐輝 | 醫 生                     |                                                                         |
| 莊迪生 | 學 生                     |                                                                         |
| 沈可欣 | 護 士                     |                                                                         |
| 杜 港  | 藥房售貨員                |                                                                         |
| 趙永洪 | 熙工友                    |                                                                         |
| 駱應鈞 | Richard                   | 黃德蘭之前男友 Yumiko之男友                                             |
| 黃淑怡 | Yumiko                    | Richard之女友                                                           |
| 李鴻杰 | 醫 生                     | 見第19集                                                                |
| 祝文君 | 醫 生                     | 見第20集                                                                |
| 朱維德 |                           | 在大結局出現                                                            |

## 收視
以下為本劇於香港無綫電視翡翠台之收視紀錄：
| 週次 | 日期                        | 集數  | 香港平均收視 | 香港最高收視 | 广州CSM收视 |
| 1    | 2006年6月13日-2006年6月16日 | 01-04 | 28點         | 29點         | 17.9        |
| 2    | 2006年6月19日-2006年6月23日 | 05-09 | 30點         | 34點         | 17.9        |
| 3    | 2006年6月26日-2006年6月30日 | 10-14 | 32點         | 36點         | 17.9        |
| 4    | 2006年7月3日-2006年7月7日   | 15-19 | 32點         | 36點         | 21.38       |
| 5    | 2006年7月9日                | 20-21 | 38點         | 39點         | 21.38       |

## 外部連結
- 無綫電視官方網頁 - 男人之苦

| 高朋滿座 4月10日-3月10日        |                                                  |                                                  |                            |                            |
| 上一套： 飛短留長父子兵 -6月9日 | 翡翠台第二綫劇集（2006） 男人之苦 6月13日-7月9日 | 翡翠台第二綫劇集（2006） 男人之苦 6月13日-7月9日 | 下一套： 神鵰俠侶 7月10日- | 下一套： 神鵰俠侶 7月10日- |
| 火舞黃沙 -6月12日               | 火舞黃沙 -6月12日                                | 火舞黃沙 -6月12日                                | 法證先鋒 6月13日-          | 法證先鋒 6月13日-          |

| 上一套： 刑事情報科 -2008年10月21日 | 翡翠台凌晨重播劇集時段(2008) 男人之苦 2008年10月22日-2008年11月19日 00:15-01:20 | 翡翠台凌晨重播劇集時段(2008) 男人之苦 2008年10月22日-2008年11月19日 00:15-01:20 | 下一套： 女人唔易做 2008年11月20日- |